# Mikola Skrípnik
Mikola Oleksíovitx Skrípnik (ucraïnès: Микола Олексійович Скрипник, també conegut en rus com a Nikolai Alekséievitx Skrípnik, 25 de gener, 1872 - 7 de juliol de 1933) va ser un líder comunista ucraïnès defensor de la independència de la República d'Ucraïna. Va promoure la ucraïnització cultural a la Ucraïna soviètica i l'autogovern de la república front al poder central rus. Quan la política de renacionalització cultural es va revertir de banda del poder estalinista, Skrípnik es va suïcidar abans de ser obligat a bescantar les seves polítiques en un judici públic. També va ser el cap del Comissariat del Poble d'Ucraïna, equivalent del primer ministre d'avui.

## Independentista ucraïnès
Skrípnik va néixer al poble de Iasinuvata, a la gubèrnia de Iekaterinoslav, en la família d'un treballador ferroviari. Al principi va estudiar a l'escola primària de Barvinkove, després a les ciutats d'Izium i Kursk. Mentre estudiava a l'Institut Estatal de Tecnologia de Sant Petersburg, va ser arrestat amb càrrecs polítics el 1901, fet que el va portar a esdevenir un revolucionari a temps complet. Va formar part de la societat Hromada de Sant Petersburg, després Skrípnik la va deixar i es va incorporar al Partit Obrer Socialdemòcrata Rus. Skrípnik va ser finalment exclòs de l'Institut. Va ser arrestat quinze vegades, exiliat set vegades, i en un determinat moment va ser condemnat a mort. El 1913 Skrípnik va ser redactor de la revista legal bolxevic Afers d'assegurances i el 1914 va formar part de la redacció del diari Pravda.
Després de la Revolució de febrer, Skrípnik va arribar des d'un dels seus exilis a Morshansk (governament de Tambov) a Petrograd, on va ser elegit secretari del Consell Central dels Comitès de les Fàbriques. Durant la Revolució d'Octubre, Skrípnik va ser membre del Comitè Revolucionari Militar del Soviet de Diputats de Treballadors i Soldats de Petrograd.
El desembre de 1917, Skrípnik va ser elegit in absentia membre del primer govern bolxevic d'Ucraïna a Khàrkiv (Respublika Rad Ukrayiny), i el març de 1918 el líder soviètic Vladimir Lenin el va nomenar el seu cap. Va reemplaçar en aquest càrrec Ievhènia Bosch, filla d'un immigrant alemany. Skrípnik era un líder de l'anomenada facció de Kíev dels bolxevics ucraïnesos, independentistes, sensible al tema nacional ucraïnès i promotor d'un partit bolxevic independent ucraïnès, mentre que els membres de la facció predominantment russa de Iekaterinoslav preferien unir-se al partit comunista rus a Moscou, segons la doctrina de Lenin. La facció de Kíev va guanyar un compromís a la conferència de Taganrog, l'abril de 1918, quan el govern bolxevic es va dissoldre i els delegats van votar per formar un partit comunista independent (bolxevic) d'Ucraïna. Al juliol, un congrés de bolxevics ucraïnesos va rescindir la resolució i el partit ucraïnès va ser declarat part del Partit Comunista Rus.
Skrípnik va treballar per a la policia secreta de la Txecà durant l'hivern de 1918-1919, després va tornar a Ucraïna com a comissari popular de la inspecció obrera i camperola (1920–21) i comissari d'afers interns (1921–22).
Durant els debats que van portar a la formació de la Unió Soviètica a finals del 1922, Skrípnik era un defensor de les repúbliques nacionals independents i es va oposar a la proposta del nou secretari general, Joseph Stalin, d'absorbir-les en un sol estat de la República Socialista Federativa Soviètica Russa, tan poc diferenciada del nacionalisme gran rus. Lenin va impulsar temporalment la decisió a favor de les repúbliques, però després de la seva mort, la constitució de la Unió Soviètica es va finalitzar el gener de 1924, amb molt poca autonomia política per a les repúbliques. Després d'haver perdut aquesta batalla en el terreny polític, Skrípnik i altres autonomistes dirigirien l'atenció cap a la cultura. Skrípnik va ser comissari de justícia entre 1922 i 1927.

## Ucraïnització
Skrípnik va ser nomenat cap de la comissaria d'educació d'Ucraïna el 1927. Va convèncer el Comitè Central del partit per a què introduís la política d'ucraïnització, fomentant la cultura i la literatura ucraïneses. Va treballar per aquesta causa amb un zel gairebé obsessiu i, malgrat la manca de professors i llibres de text i davant la resistència burocràtica, va obtenir uns resultats importants durant 1927-29. La llengua ucraïnesa es va institucionalitzar a les escoles i la societat i les taxes d'alfabetització van assolir un nivell molt alt. Quan la industrialització i la col·lectivització soviètica van conduir la població del camp als nuclis urbans, l'ucraïnès va començar a canviar de llengua de camperols i l'obsessió romàntica d'una petita intel·ligència, a la llengua primària d'una societat modernitzadora.
Skrípnik va convocar una conferència ortogràfica internacional a Khàrkiv el 1927, que va acollir delegats de la Ucraïna soviètica i occidental (antics territoris de la Galítzia austrohongaresa, aleshores part de la Segona República Polonesa). La conferència va establir un compromís entre les ortografies soviètiques i de Galitzia i va publicar el primer alfabet ucraïnès normalitzat acceptat a tota Ucraïna. L'ortografia de Khàrkiv, o Skrípnikivka, es va adoptar oficialment el 1928.
Tot i ser partidari d'una república autònoma ucraïnesa i impulsor de la ucraïnització, la motivació de Skrípnik va ser que ho considerava la millor manera d'aconseguir el comunisme a Ucraïna, i es va mantenir políticament oposat al nacionalisme ucraïnès. Va donar testimoni públic contra les "desviacions nacionalistes" com ara el moviment independentista literari de l'escriptor Mykola Khvylovy, i l'anticentralisme polític representat per l'exborotista Oleksandr Shumsky i la crítica de Mykhailo Volobuev a les polítiques econòmiques soviètiques que van fer que Ucraïna depengués de Rússia.
De febrer a juliol de 1933, Skrípnik va encapçalar la Comissió de Planificació de l'estat ucraïnès, es va convertir en membre del politburo del Partit Comunista d'Ucraïna i va servir al Comitè Executiu organitzant la Internacional Comunista, a més de dirigir la delegació del partit a la Comintern.

## Purgat
El gener de 1933, Stalin va enviar Pavel Postyshev a Ucraïna, amb llibertat per centralitzar el poder de Moscou. Postyshev, amb l'ajuda de milers d'oficials procedents de Rússia, va supervisar la inversió violenta de la ucraïnització, va forçar la col·lectivització de l'agricultura i va dur a terme una purga del partit, precedint la gran purga estalinista més àmplia que havia de seguir el 1937.
Skrípnik va ser eliminat com a cap d'educació. El juny, ell i les seves polítiques "nefastes" es van desprestigiar públicament, i els seus seguidors van ser condemnats com a "elements nacionalistes contrarevolucionaris que van causar el malbaratament". En lloc de recular, el 7 de juliol es va disparar al seu escriptori del seu apartament de Derzhprom a la plaça Dzerjinski (a la ciutat de Khàrkiv). Durant la resta de la dècada de 1930, la "ucraïnització forçada" de Skrípnik es va revertir. Fou rehabilitat el 1962.